# Drimia urgineoides
Drimia urgineoides är en sparrisväxtart som först beskrevs av John Gilbert Baker, och fick sitt nu gällande namn av John Charles Manning och Peter Goldblatt. Drimia urgineoides ingår i släktet Drimia och familjen sparrisväxter.
Artens utbredningsområde är Madagaskar. Inga underarter finns listade i Catalogue of Life.